# 翠斑草蜥
翠斑草蜥（学名：Takydromus viridipunctatus），一种分布于台湾岛北部地区的爬行动物，隶属于有鳞目蜥蜴科（正蜥科）草蜥属。其种加词“viridipunctatus”意为“绿色的点”。

## 分類
本种原被视为台湾草蜥（Takydromus formosanus）北部种群。2008年台湾学者林思民和吕光洋根据线粒体DNA序列证据及形态特征，从台湾草蜥分出2个隐存种，本种为其中之一。模式产地为宜兰县苏澳镇。

## 描述
體型纖長、鱗片粗糙，成體吻肛長約4.5–6.0公分，尾長為吻肛長的2.5–3倍（斷尾略短）。具二對鼠蹊孔（偶有變異）、三對頦下鱗，腹鱗具稜脊，尾鱗14列，背鱗縱列數多超過44。雌雄二型性明顯：繁殖期雄蜥體側有綠色斑點或寬帶，雌蜥多呈淡褐色並僅具細縱線。幼蜥背及體側為褐色。體型一般較台灣草蜥與鹿野草蜥大。

## 分佈
本種為台灣特有蜥蜴，分布於台北、新北、基隆、宜蘭及花蓮最北端。龜山島及基隆嶼亦有分布。

## 棲地與習性
分布於海拔1300公尺以下於次生開闊草地，以小型節肢動物為食。白天常在空曠處曬太陽，夜間休息於禾草或其他植物上；夏季活動最頻繁，冬季晴朗時亦可見。

## 繁殖
卵生，每窩產2–3枚卵，繁殖季可多次產卵。雄蜥於繁殖期會出現鮮豔翠綠斑點吸引雌蜥，新生幼蜥多於夏末秋初孵化，翌年春季快速成長，至春末夏初即可性成熟並投入繁殖。

## 保护
本种于2023年被收录入《有重要生态、科学、社会价值的陆生野生动物名录》。